# Сигерик

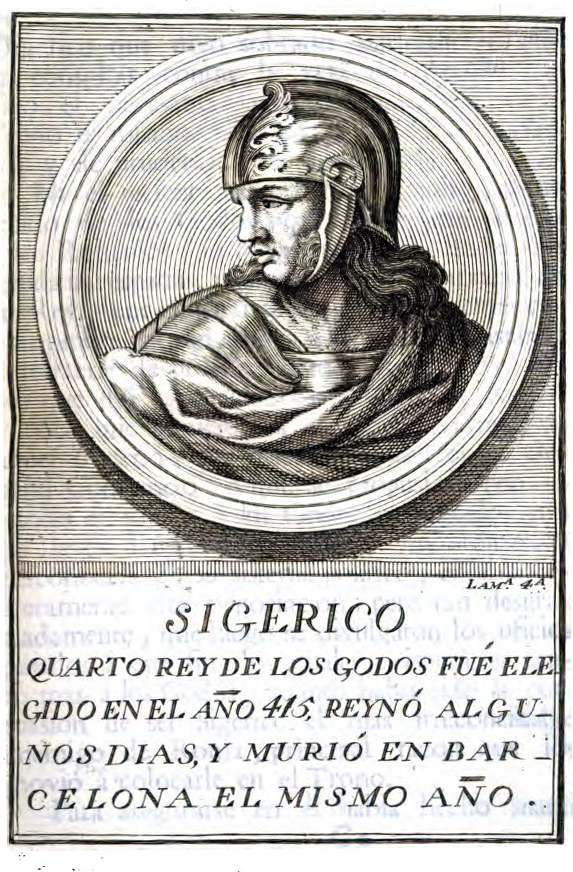
Сигерик. Гравюра XVIII века

Сигерик (Сигерих; букв. «Царственный победитель»; лат. Sigericus; убит в 415) — король вестготов в 415 году.

## Биография
Сигерик — брат Сара, убитого по приказу Атаульфа. Олимпиодор писал, что Сигерик пришёл к власти скорее своими стараниями и силой, чем по закону и праву наследования. Сигерик приказал убить, несмотря на заступничество епископа Сигесара, шестерых детей Атаульфа от первого брака. Императрицу же Галлу Плацидию Сигерик велел, в издевку над Атаульфом, заставить вместе с прочими пленницами идти перед своим конём. Унижение Галлы Плацидии, вдовы Атаульфа, подчеркивает общее недовольство политикой союза и дружбы с Римской империей. То, что брат Сара стал королём, позволяет сделать заключение о соответствующей поддержке, которой пользовался род Сара среди готов.
Исидор Севильский сообщал, что, несмотря на это, Сигерик стремился к достижению мира с римлянами. О том же писал и Павел Орозий. Через неделю после вступления на престол Сигерик также был убит своими людьми из «готской» партии, враждебной римлянам.